# Bismarck-Denkmal (Essen)

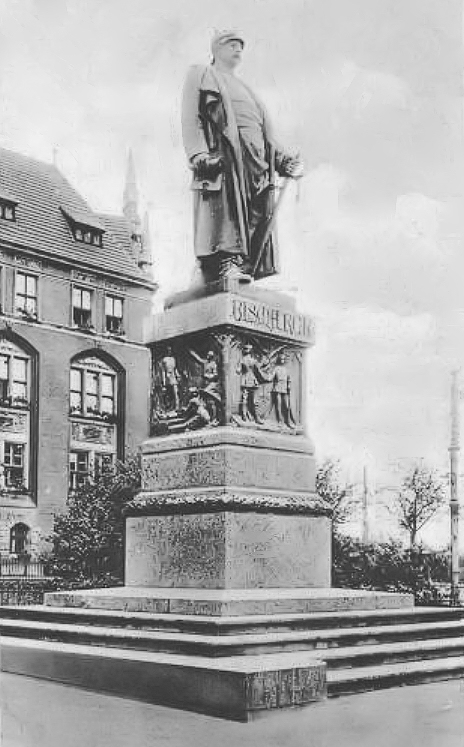
Bismarck-Denkmal um 1916 vor der damaligen Königlichen Eisenbahndirektion

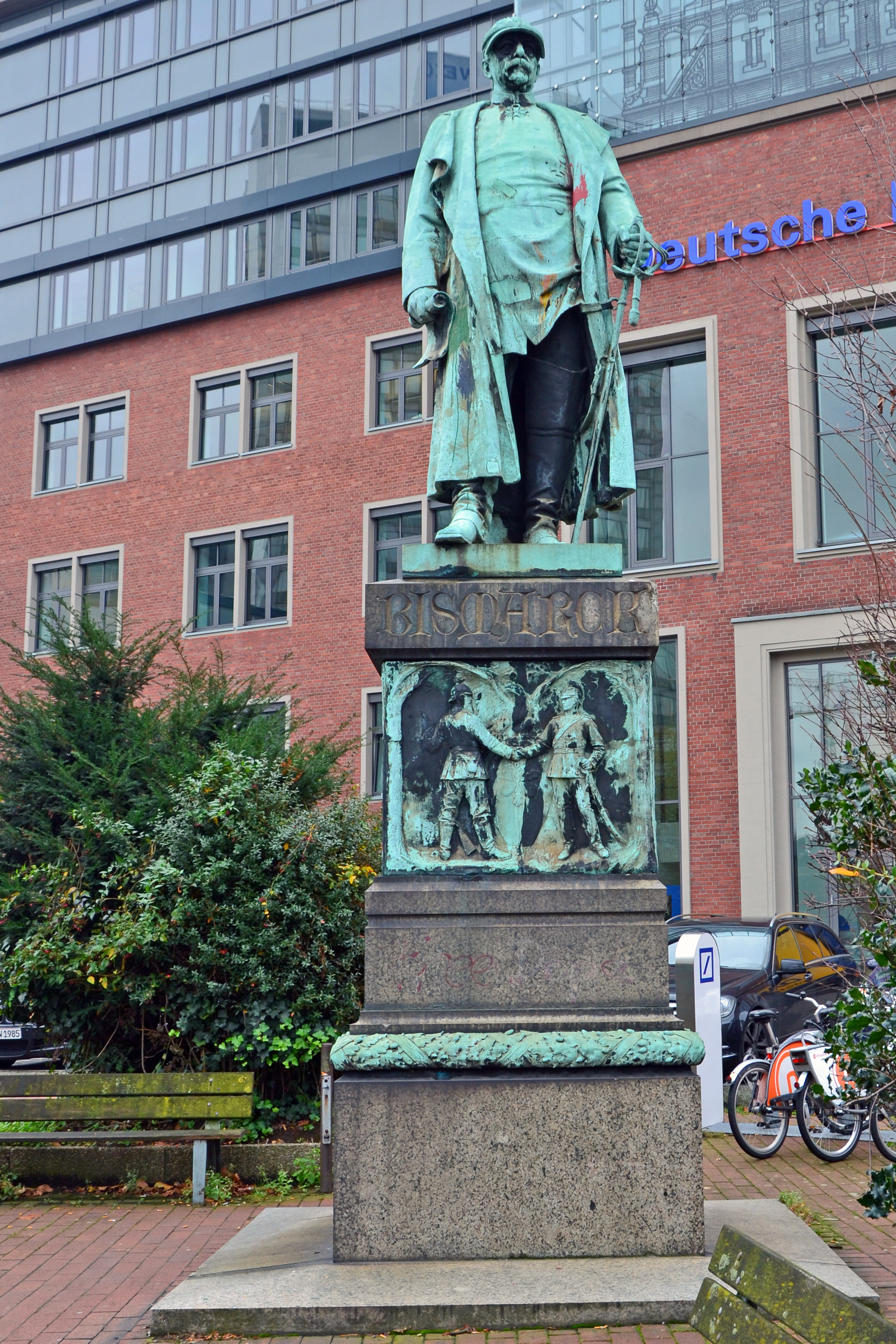
Bismarck-Denkmal am Bismarckplatz in Essen

Das Bismarck-Denkmal auf der Südseite des gleichnamigen Platzes im Essener Südviertel ist eines von zahlreichen Bismarckdenkmalen, die seit 1868 im Königreich Preußen bzw. im Deutschen Reich errichtet wurden.

## Denkmal und Geschichte
Das aus 1,2 Meter hohem Sockel und zwei Meter großer Bronzestatue bestehende, zusammen 3,2 Meter hohe Standbild wurde zwischen 1894 und 1899 von Reinhold Felderhoff erschaffen und am 23. September 1899 auf dem um 1887 so benannten Bismarckplatz enthüllt.
Die Bronzestatue stellt den Reichskanzler Otto von Bismarck mit Militärrock, Säbel und Pickelhaube dar. Sie befindet sich auf einem Sockel aus Kösseine-Granit, auf dem sich bronzene, heroische Darstellungen der Geschichte mit Bezug zur Stadt Essen befinden. Die Finanzierung des gesamten Denkmals übernahm im Wesentlichen der Industrielle Alfred Krupp. Bismarck war 1879 der Erste, der die Essener Ehrenbürgerwürde erhielt, da er als Beschützer der kruppschen Stahlindustrie und des Bergbaus galt.
Das Denkmal wurde am Bismarckplatz vor dem Haupteingang der damaligen Königlichen Eisenbahndirektion Essen aufgestellt, auch, um deren Bedeutung hervorzuheben. Den Zweiten Weltkrieg überstand es bis auf wenige Einschusslöcher. Während den umfangreichen Baumaßnahmen zur Errichtung des Ruhrschnellweg-Tunnels und dem U-Bahn-Bau in dem Bereich wurde das Denkmal abgebaut. Es war vom 1. Februar 1968 bis 19. Oktober 1970 eingelagert worden.
Am 9. Dezember 1993 wurde das Bismarckdenkmal in die Denkmalliste der Stadt Essen aufgenommen.

### Einzeldarstellungen
An den Kanten der Bronzereliefs, die an den vier Seiten des Sockels angebracht sind, sind Eichenstämme dargestellt, die durch ihr Geäst die einzelnen Darstellungen verbinden.
Die Schwingen des Reichsadlers liegen im vorderen, nördlichen Relief über zwei deutschen Soldaten, einem Bayern und einem Preußen, die per Handschlag unter Eichenbäumen die Deutsche Einigung nach dem Sieg über Frankreich besiegeln.
Im westlichen Bildnis zeigt der Industrielle Alfred Krupp Otto von Bismarck seine Geschütze. Hier wird Bezug auf den Besuch von Bismarcks in Essen am 28. Oktober 1864 genommen, als er von Biarritz nach Deutschland zurückkehrte. Der damals Preußische Ministerpräsident Otto von Bismarck war einer Einladung Krupps gefolgt, wobei er die Gussstahlfabrik besuchte.
Das südliche Bronzerelief des Sockels zeigt Germania, die schützend ihre Arme über die Kruppschen Schmiede hält, die in der Krupp-Gussstahlfabrik der damals sogenannten Kanonenstadt Essen die Waffen für die deutschen Einigungskriege fertigten. Dazu zählen der Deutsch-Dänische Krieg 1864, der Deutsche Krieg 1866 und der Deutsch-Französische Krieg 1870/71.
Das östliche Bronzebildnis stellt den auf den Stufen eines Thrones stehenden König Wilhelm I. von Preußen dar. Über ihm fliegt ein Adler auf die Sonne zu, neben der in antiker Schrift die Worte Nec soli cedit (Selbst der Sonne weicht er nicht) stehen. Rechts steht von Bismarck und proklamiert den Kaiser zum deutschen Herrscher  – „Seine Majestät der Kaiser lebe hoch!“. Wilhelm I. setzt seine Pickelhaube ab, als er von einem Genius die Kaiserkrone erhält.

Einzeldarstellungen des Denkmals
Zwei deutschen Soldaten besiegeln per Handschlag unter Eichenbäumen die Deutsche Einigung.
Alfred Krupp zeigt Otto von Bismarck seine Geschütze.
Germania hält schützend ihre Arme über die Kruppschen Schmiede.
Bismarck huldigt Wilhelm I. – „Seine Majestät der Kaiser lebe hoch!“

### Restaurierung 2020 bis 2023
Anfang 2020 begann die Restaurierung des Denkmals unter Beteiligung der Essener Denkmalbehörde. Die Oberflächen der Bronzeskulptur und der Reliefplatten im Sockel wurden unter Beibehaltung der grünen Patina gereinigt und die Fugen zwischen Steinsockel und Bronzeskulptur instand gesetzt.
Danach wurde die Statik überprüft und das Innere der Skulptur endoskopisch untersucht. Dabei stellte man fest, dass eine sichere Verbindung zwischen Bronzeskulptur und Sockel nicht mehr gegeben war. Am 7. Februar 2022 wurde die Statue mithilfe eines Krans vom Sockel gehoben und zur weiteren Untersuchung in einen Essener Betriebshof gebracht. Am 12. Juli 2023 kehrte die Statue mit Hilfe eines Mobilkrans und einer neuen Edelstahlkonstruktion auf ihren Sockel zurück. Die Gesamtkosten der Reparaturen inklusive Auf - und Abbau sowie Transport beliefen sich auf rund 59.000 Euro.